# Magdalena Tul
Magdalena Ewa Tul (née le 29 avril 1980, à Gdańsk) est une chanteuse polonaise.
Elle a représenté son pays au Concours Eurovision de la chanson 2011 avec la chanson Jestem (« Je suis »),.

## Biographie
Elle a commencé à s'intéresser à la musique à l'âge de 12 ans. À l'adolescence elle se perfectionne en participant à différents groupes musicaux sur scène ou en studio. Elle prend également des cours de musique, de chant classique et de théâtre. 
En 2000, Magdalena rejoint Varsovie et commence à travailler dans des théâtres comme chanteuse ou actrice. Elle sera également chanteuse pour une émission musicale à la télévision et chantera dans différents orchestres. 

Depuis 2004, elle enregistre la version polonaises des chansons de la série animée italienne Winx Club dans les premières saisons et dans les films : Winx Club : Le Secret du royaume perdu et Winx Club 3D : Aventure magique !. Elle revient recemment pour chanter quelques chansons du Spin-Off world of winx. 
En 2005, elle enregistre la version polonaise des chansons du film de Walt Disney Kuzco, l'empereur mégalo. Magdalena a remporté plusieurs prix dans des festivals de chansons internationaux. 